# تاش‌لی‌یازی (بسنی)
تاش‌لی‌یازی {{ترکی|Taşlıyazı) (به ارمنی: Թերբիզեկ) (به کردی: Terbezek) یک منطقهٔ مسکونی در ترکیه است که در بسنی واقع شده‌است.